# West Mineral
West Mineral es una ciudad ubicada en el condado de Cherokee el estado estadounidense de Kansas. En el año 2010 tenía una población de 185 habitantes y una densidad poblacional de 205,56 personas por km².

## Geografía
West Mineral se encuentra ubicada en las coordenadas 37°17′0″N 94°55′34″O / 37.28333, -94.92611 (37.283404, -94.926130).

## Demografía
Según la Oficina del Censo en 2000 los ingresos medios por hogar en la localidad eran de $31,042 y los ingresos medios por familia eran $40,000. Los hombres tenían unos ingresos medios de $28,036 frente a los $22,500 para las mujeres. La renta per cápita para la localidad era de $15,176. Alrededor del 15.4% de la población estaban por debajo del umbral de pobreza.